# Lychnosea pervaria
Lychnosea pervaria là một loài bướm đêm trong họ Geometridae.